# Namci járás

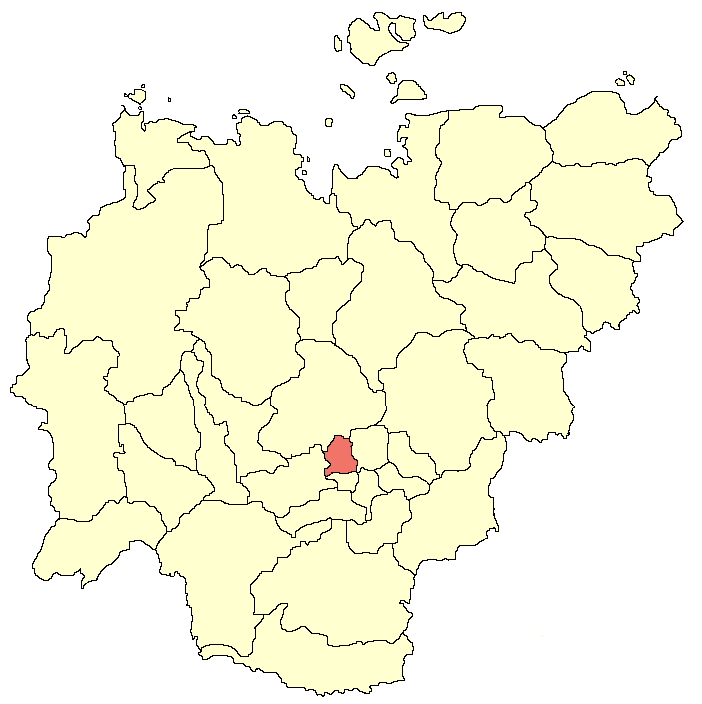
A Namci járás Jakutföldön

A Namci járás (oroszul Намский улус, jakut nyelven Нам улууһа) Oroszország egyik járása Jakutföldön. Székhelye Namci.

## Népesség
- 1989-ben 18 244 lakosa volt.
- 2002-ben 21 454 lakosa volt, melynek 96,7%-a jakut, 2%-a orosz.
- 2010-ben 23 198 lakosa volt, melyből 21 017 jakut, 613 orosz, 224 evenk, 142 even stb.